# RIMPAC

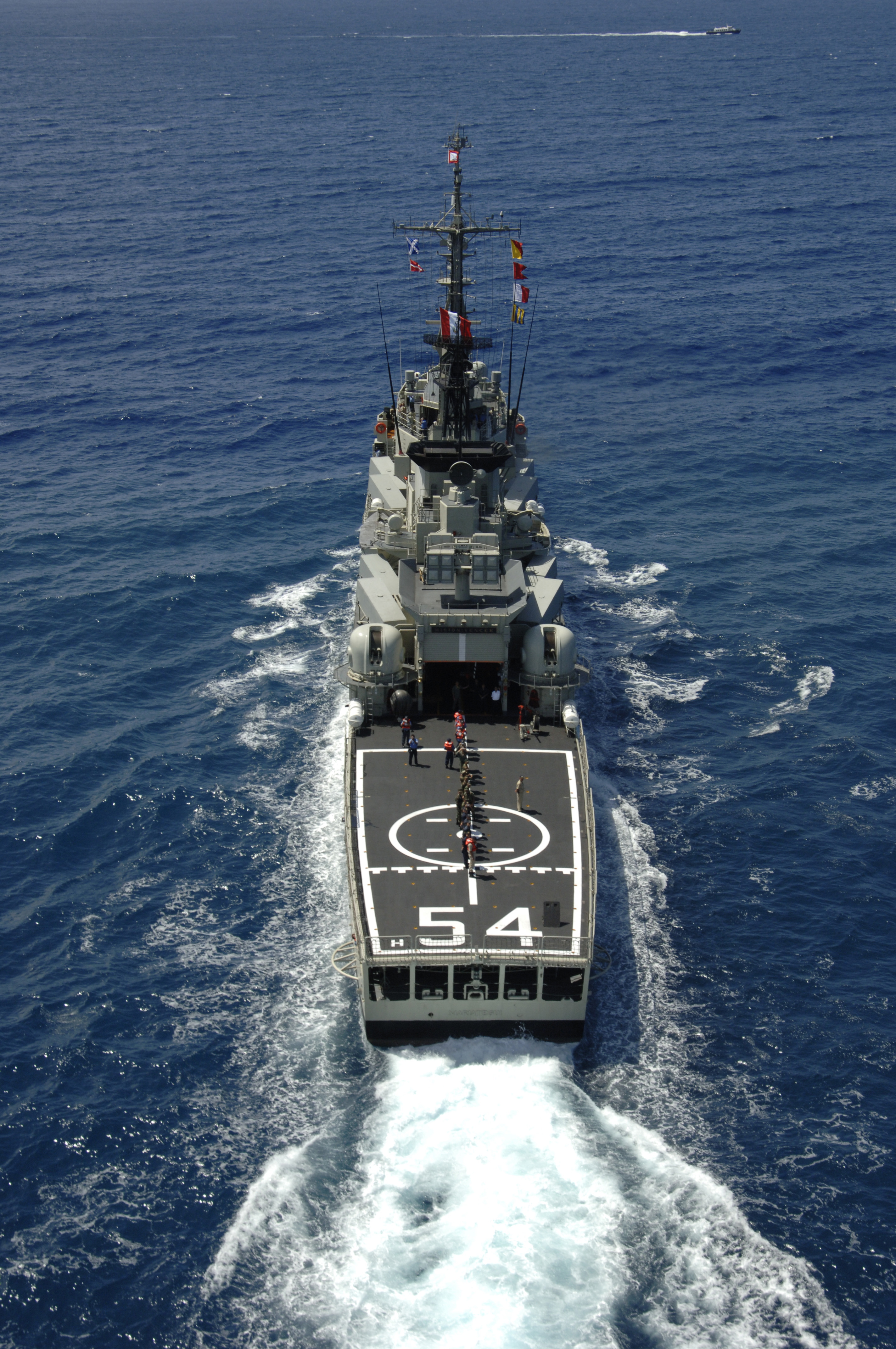
La fregata peruviana Mariátegui alle Hawaii durante l'esercitazione RIMPAC del 2006

La RIMPAC,  cioè Rim of the Pacific Exercise è l'esercitazione marittima internazionale più grande al mondo. Viene organizzata principalmente dalla US Navy con la collaborazione delle marine di altri paesi partecipanti. Sono coinvolti nell'organizzazione anche il Corpo dei Marines e la Guardia Costiera e anche lo stato delle Hawaii e la Guardia Nazionale di quello stato. Sono inoltre coinvolte altre forze militari alleate delle nazioni del Pacifico. L'esercitazione ha cadenza biennale e viene tenuta a Honolulu, nelle Hawaii, sotto la guida del comando statunitense del Pacifico.

## Le partecipazioni negli anni
La prima di queste esercitazioni si è tenuta nel 1971 e coinvolse le forze navali di Stati Uniti, Australia, e Canada, che da allora vi hanno sempre preso parte.  Altre nazioni che vi partecipano regolarmente sono Cile, Giappone, Perù, Corea del Sud e Regno Unito. Sono molte le nazioni che vi partecipano in qualità di osservatori, tra cui India, Ecuador, Francia, Malaysia, Messico, Filippine, Russia, Singapore e Thailandia. Le nazioni che sono coinvolte in qualità di osservatori senza contribuirvi con forze navali vi partecipano a livello strategico con la eventuale prospettiva di parteciparvi con un maggiore coinvolgimento nel futuro.
Il contingente americano da solo arriva a comprendere diverse portaerei e sottomarini, fino a cento aerei e a dodicimila uomini. Il numero delle nazioni che ne prendono parte può variare negli anni.

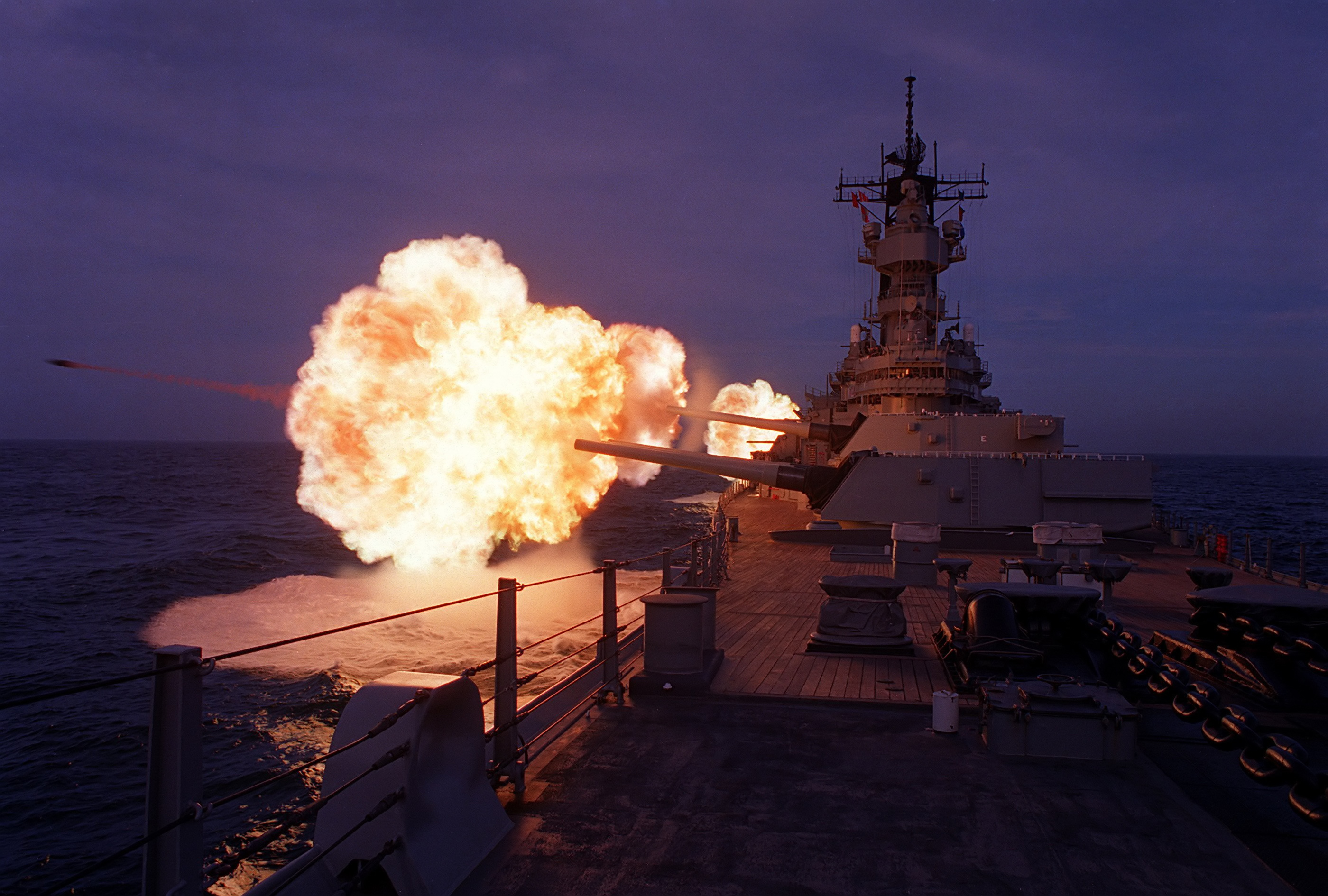
La corazzata Missouri durante l'esercitazione RIMPAC del 1990 fa fuoco con i suoi cannoni da 406/50

Nel 2006 le nazioni partecipanti furono Australia, Canada, Cile, Giappone, Perù, Corea del Sud, Regno Unito e Stati Uniti. Le nazioni che hanno partecipato in qualità di osservatori sono state Ecuador, India, Malesia, e Singapore.
Nel 2016 si sono aggiunte nuove nazioni all'esercitazione, tra cui Italia, Brasile e Germania.

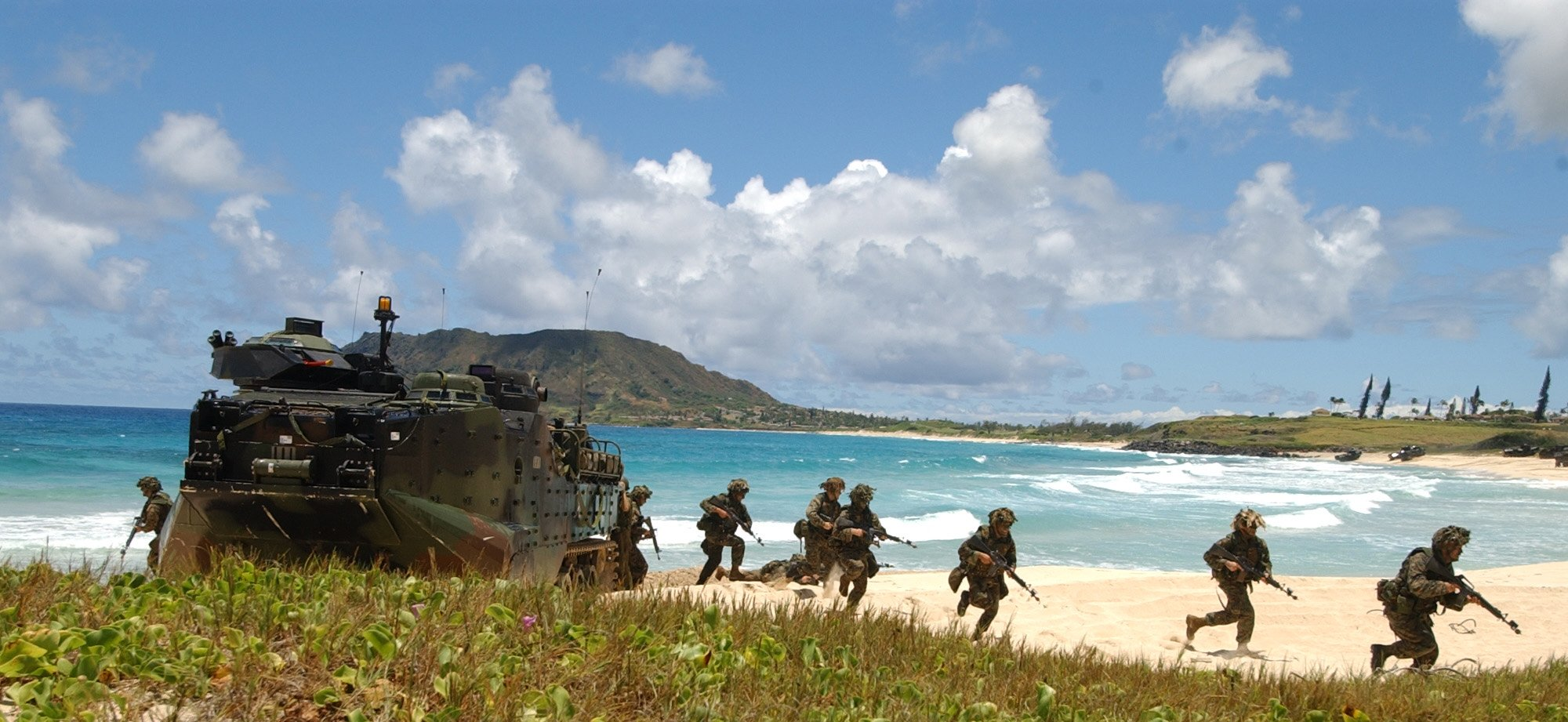
Il 3º battaglione dei Marines impegnato nell'esercitazione RIMPAC 2004

Nel gennaio 2018 la Cina annunciò di essere stata invitata. Il 23 maggio dello stesso anno comunque il Pentagono annunciò la cancellazione dell'invito a causa della recente militarizzazione delle isole nel sud del Mar Cinese. La Repubblica Popolare Cinese aveva assistito precedentemente alle esercitazioni del 2014 e del 2016.

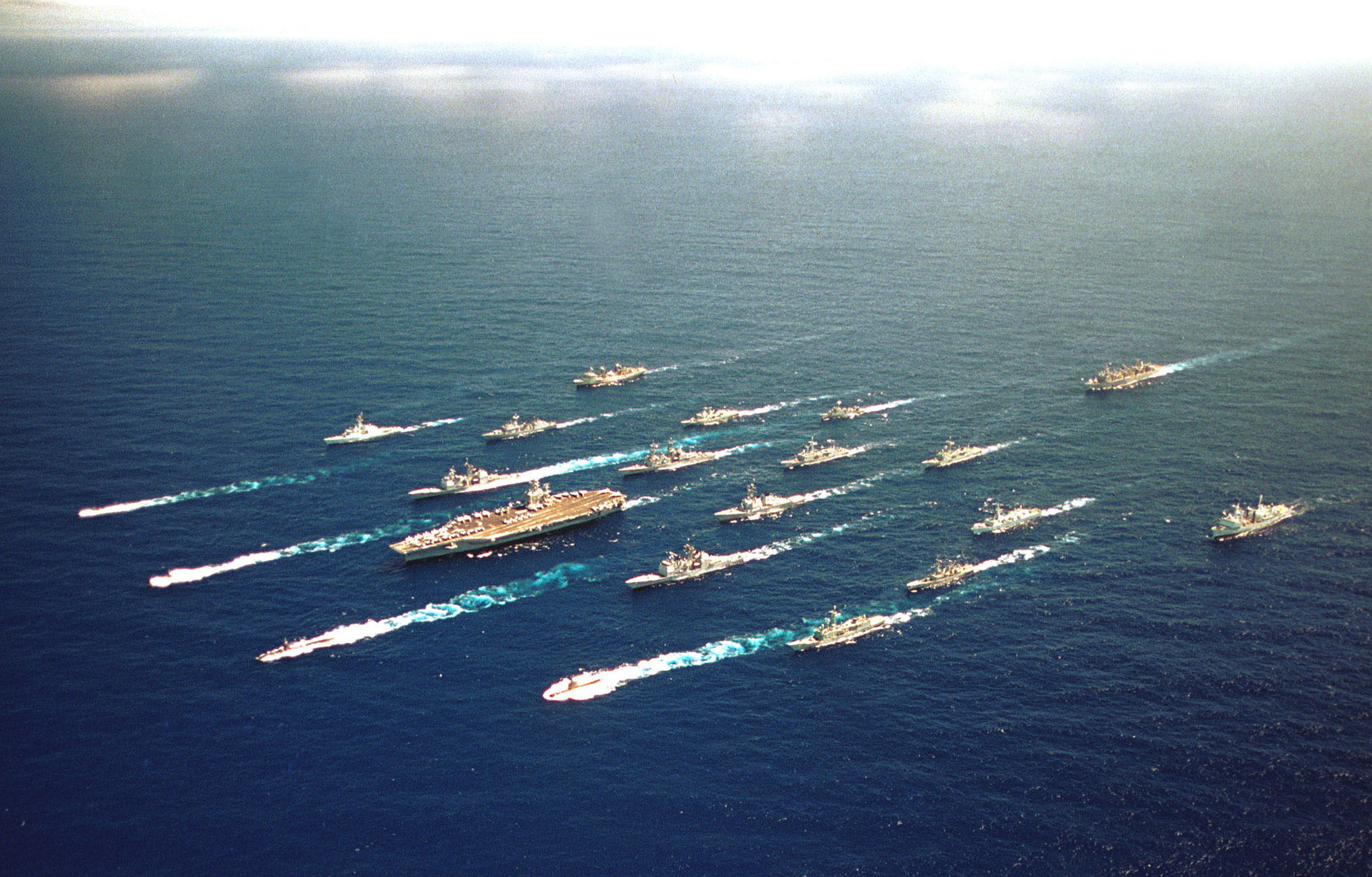
La portaerei americana USS Abraham Lincoln (CVN-72) guida un gruppo di unità di Australia, Cile, Canada, Giappone e Corea del Sud durante l'esercitazione RIMPAC 2000

Il 30 maggio 2018, la US Navy annunciò che circa 25.000 persone della Marina e 52 tra navi di superficie e sottomarini di 26 paesi avrebbero partecipato.
Con la RIMPAC il comando del Pacifico della US Navy cerca di rafforzare la interoperabilità tra le forze armate dell'area del Pacifico per raggiungere una stabilità in quell'area con beneficio delle nazioni partecipanti.

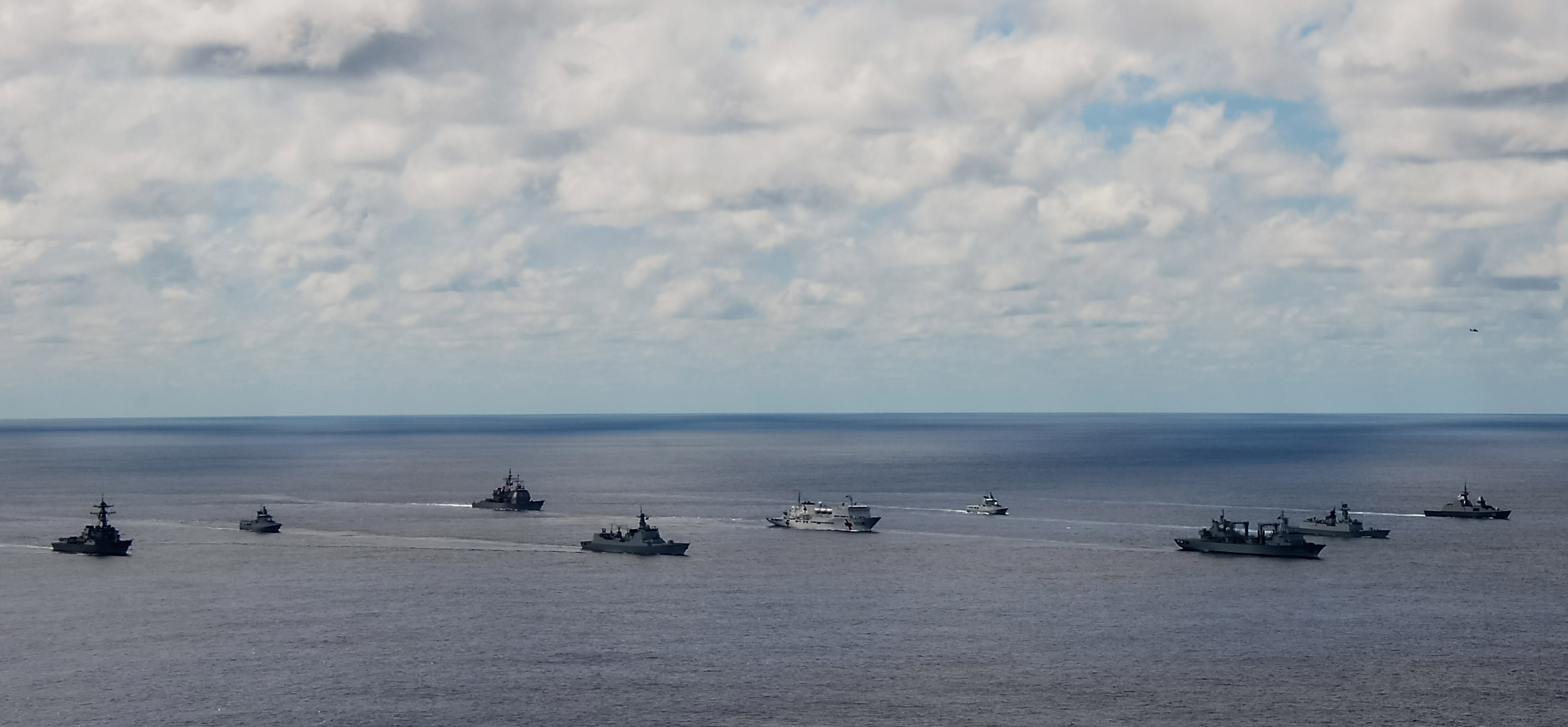
Task Force multinazionale nel RIMPAC 2014

In questa edizione del RIMPAC, la Marina del Cile era responsabile di condurre l'esercitazione navale, essendo la prima Marina di lingua non inglese a condurre l'esercitazione. L'elezione del Cile a capo dell'esercitazione fu il riconoscimento dell'elevato livello ottenuto nelle ultime esercitazioni e per la qualità del suo personale, che fin dalla sua prima partecipazione nel 1996 dimostrò la sua preparazione e professionalità. Questo incarico ha anche posto questo Paese in una posizione di guida nell'America Latina e gli ha assegnato un livello mondiale nella preparazione ed esecuzione di operazioni navali congiunte.
Israele, Vietnam e Sri Lanka fecero il loro debutto nel RIMPAC. Il Brasile stava per fare anch'esso il suo debutto ma cancellò la sua partecipazione in un secondo momento. L'esercitazione comprese, per la prima volta, anche un effettivo lancio di missili a lunga gittata AGM-158C LRASM.
Le esercitazioni sono viste in chiave di lettura politico-militare su come le nazioni dell'area si dispongono ad affrontare le questioni calde che potrebbero essere la causa di un potenziale conflitto armato, come: 
- attacchi del terrorismo islamico da parte di gruppi presenti in Indonesia, Malesia e Filippine
- tentativi di invasione di Taiwan da parte della Cina, nel caso l'isola dovesse dichiarare l'indipendenza
- attacco a Corea del Sud, Giappone o Stati Uniti da parte della Corea del Nord

## Nella cultura di massa
- Nel film del 2012 Battleship, durante la RIMPAC gli alieni attaccano la Terra, e sarà proprio grazie a questa esercitazione che i protagonisti riusciranno a sconfiggerli; inoltre la corazzata Missouri giocherà un ruolo chiave con i suoi potenti cannoni da 406/50.